# Fuld af kærlighed
Fuld af kærlighed er en dansk film fra 2024 skrevet og instrueret af Christina Rosendahl. Den handler om en familie, hvor faren er alkoholiker. Filmen er produceret af Jonas Frederiksen for Nimbus Film.
Filmen blev meget kritikerrost og vandt syv Robertpriser, heriblandt prisen for årets danske spillefilm, samt to Bodilpriser. 

## Handling
Filmen er delvis selvbiografisk og handler om en familie på to voksne og tre børn, hvor faren er alkoholiker. Han ses aldrig uden et vinglas i hånden, og nu skal han motiveres til at komme på afvænning. Filmen skildrer især, hvordan alkoholmisbruget påvirker familien, børnene og deres omgivelser.

## Medvirkende
- Stine Stengade – Helen, moren
- Lars Ranthe – Peter, faren
- Viilbjørk Malling Agger – Sofia, ældste datter
- Luca Uhde Jacobsen - Gustav

## Priser
Filmen modtog syv Robertpriser, blandt andet prisen for årets danske spillefilm. Rosendahl vandt også prisen for årets instruktør og  for årets originale manuskript. Den blev desuden nomineret til seks Bodilpriser og vandt to af dem - Lars Ranthe fik den nye kønsneutrale Bodilprisen for bedste birolle for sin rolle som den alkoholiserede far, og samtidig fik filmens skuespillere den ligeledes helt nye pris for bedste ensemble.